# La Herradura, Ocuilan
La Herradura är en ort i kommunen Ocuilan i delstaten Mexiko i Mexiko. Samhället hade 168 invånare vid folkräkningen år 2020.